# Athleague
Athleague (Iers: Áth Liag) is een plaats in het Ierse graafschap Roscommon.